# Völkischer Beobachter

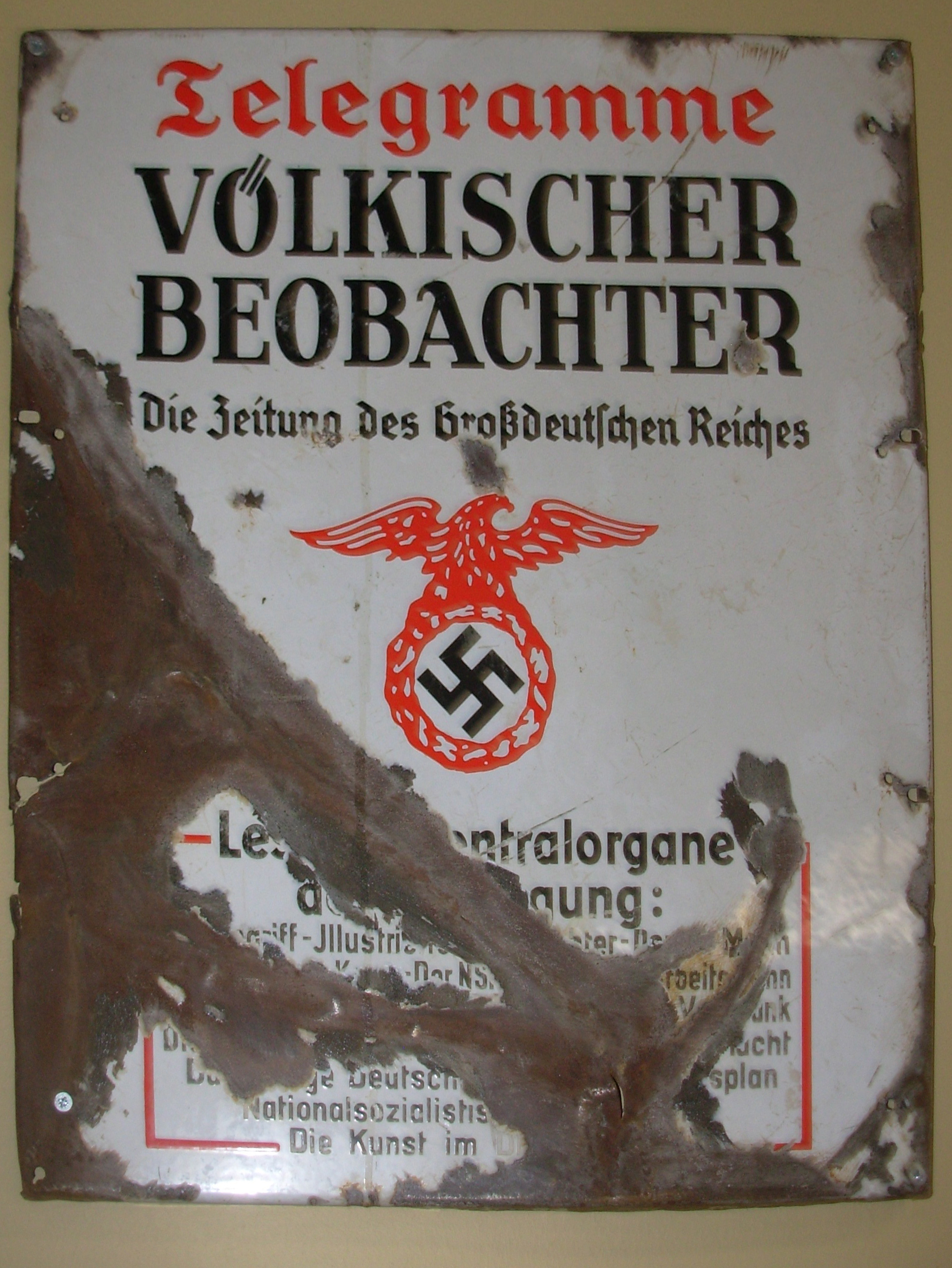
Metalen publiciteitspaneel voor de Völkischer Beobachter

De Völkischer Beobachter (De waarnemer van het volk) was de officiële krant van de Nationaalsocialistische Duitse Arbeiderspartij (NSDAP) van 1920 tot 1945. Oorspronkelijk verscheen de krant wekelijks, maar vanaf 8 februari 1923 werd het een dagblad. 
De Völkischer Beobachter ontstond uit de Münchner Beobachter, die in 1918 door het antisemitische Thule-Gesellschaft gekocht werd. In 1919 werd de naam veranderd in Völkischer Beobachter naar het romantisch nationalisme van de Völkische Bewegung. De NSDAP kocht de krant in 1920 voor 120.000 mark op initiatief van Dietrich Eckart, die ook de eerste hoofdredacteur werd. In de beginjaren schommelde de oplage rond de 8.000 exemplaren, maar in 1923 was deze al gestegen tot 25.000. In datzelfde jaar werd Alfred Rosenberg de nieuwe hoofdredacteur.
Na de mislukte Bierkellerputsch op 8 november 1923 werd de Völkischer Beobachter samen met de NSDAP verboden. Pas toen de NSDAP op 26 februari 1925 heropgericht werd, werd de Völkischer Beobachter ook weer uitgegeven. Met het succes van de nazipartij, steeg ook de oplage van de krant; van 120.000 in 1931 naar 1,7 miljoen exemplaren in 1944. De krant had een wekelijkse bijlage speciaal voor vrouwen getiteld Die deutsche Frau.
De Völkischer Beobachter werd opgeheven in april 1945, enkele dagen voor de val van het Derde Rijk. In een van de laatste edities werd Adolf Hitler tot man van de eeuw uitgeroepen.